# Probarbus labeamajor
Probarbus labeamajor és una espècie de peix cipriniforme de la família dels ciprínids.

## Morfologia
- Els mascles poden assolir 150 cm de longitud total[1] i 70 kg de pes.[2]
- Nombre de vèrtebres: 40-41.[3]

## Alimentació
Menja organismes bentònics i larves d'insectes.

## Hàbitat
És un peix d'aigua dolça i de clima tropical.

## Distribució geogràfica
Es troba a Àsia: és una espècie de peix endèmica de la conca del riu Mekong.